# ماریو پوزو
ماریو فرانسیس پوتزو (به ایتالیایی: Mario Francis Puzo) نویسنده ایتالیایی آمریکایی و برنده دوبار جایزه اسکار در سالهای ۱۹۷۲ و ۱۹۷۴ می‌باشد. شهرت ماریو پوتزو به خاطر رمان‌های مافیایی وی، به‌ویژه پدرخوانده می‌باشد که مبنای ساخت فیلمی به همین نام به کارگردانی فرانسیس فورد کاپولا در ۱۹۷۲ شد.

## زندگی
پوتزو در یک خانوادهٔ مهاجر فقیر که از ناپل ایتالیا به آمریکا مهاجرت کرده بود، زاده شد. وی پس از فارغ‌التحصیلی از سیتی کالج نیویورک، در دوران جنگ جهانی دوم به نیروی هوایی آمریکا پیوست ولی به علت کم‌بینایی، اجازه رزم به وی داده نشد و وی به‌عنوان افسر روابط عمومی در آلمان گمارده شد. پس از جنگ جهانی، وی اولین کتابش به نام عرصه تاریک (The Dark Arena) را نوشت که در سال ۱۹۵۵ منتشر شد.
اثر مطرح پوتزو به نام پدرخوانده در سال ۱۹۶۹ منتشر شد وی بعدها در مصاحبه‌ای با لری کینگ انگیزهٔ اصلی خود از نوشتن این کتاب را کسب درآمد عنوان نمود.

## حرفه
مسیر حرفه‌ای پوزو از سال ۱۹۵۰ با انتشار داستان کوتاه "آخرین کریسمس" آغاز شد. اولین رمان او با عنوان "میدان تاریک" در سال ۱۹۵۵ به چاپ رسید. در دهه ۱۹۶۰، پوزو به عنوان ویراستار در چندین مجله مردانه فعالیت داشت و همزمان با نام مستعار ماریو کلری داستان‌های جنگی می‌نوشت.
شکوفایی واقعی استعداد پوزو با انتشار رمان "پدرخوانده" در سال ۱۹۶۹ اتفاق افتاد. این اثر تحسین‌برانگیز به مدت ۶۷ هفته در فهرست پرفروش‌های نیویورک تایمز ماند و تنها در دو سال اول بیش از نه میلیون نسخه فروش داشت. موفقیت چشمگیر این کتاب منجر به ساخت فیلمی به همین نام در سال ۱۹۷۲ به کارگردانی فرانسیس فورد کوپولا شد که سه جایزه اسکار از جمله جایزه بهترین فیلمنامه اقتباسی را برای پوزو به ارمغان آورد.
همکاری پوزو و کوپولا در ساخت دو دنباله دیگر برای پدرخوانده در سال‌های ۱۹۷۴ و ۱۹۹۰ ادامه یافت. نسخه بازنگری شده قسمت سوم در سال ۲۰۲۰ با عنوان "پدرخوانده ماریو پوزو، کدا: مرگ مایکل کورلئونه" منتشر شد که به گفته کوپولا، تحقق دیدگاه اصلی آن‌ها بود.
پوزو در طول حیات حرفه‌ای خود در نگارش فیلمنامه‌های متعددی همکاری داشت، از جمله فیلم‌های "زمین‌لرزه"، "سوپرمن"، "زمانی برای مردن" و "کلوپ پنبه‌ای". آخرین رمان‌های او با عناوین "اومرتا" و "خانواده" پس از درگذشتش به چاپ رسیدند.
آثار پوزو به ویژه "پدرخوانده"، جایگاه ویژه‌ای در ادبیات و سینمای جهان به دست آورده‌اند. خانه او در وست بی شور که شاهد خلق بسیاری از این آثار بود، امروز به عنوان بخشی از میراث فرهنگی آمریکا شناخته می‌شود. درگذشت این نویسنده بزرگ پایان یک فصل درخشان از ادبیات معاصر بود.

## آثار
- صحنه‌یِ تاریکی (۱۹۵۵)
- مسافر خوشبخت (۱۹۶۵)
- شش گور به مونیخ (۱۹۶۷)
- فرار تابستانی دیوید شاو (۱۹۶۶)
- پدرخوانده (۱۹۶۹)
- احمق‌ها می‌میرند (۱۹۷۵)
- سیسیلی‌ها (۱۹۸۴)
- چهارمین کا (۱۹۹۱)
- آخرین پدرخوانده (۱۹۹۶)
- اُمرتا (۱۹۹۹)
- خانواده (۲۰۰۱)

## مرگ
ماریو پوزو در ۲ ژوئیهٔ ۱۹۹۹ در ۷۸سالگی بر اثر نارسایی قلبی در خانه‌اش در وست بی شور، نیویورک درگذشت.

## ساخت سریال از زندگینامه
در آوریل ۲۰۲۲ Paramount+ شروع به پخش سریال پیشنهاد کرد، یک مینی سریال دراماتیک ۱۰ قسمتی که داستانی تخیلی از ساخت فیلم پدرخوانده را روایت می‌کند، از جمله تصمیم پوزو برای نوشتن اولین کتاب در یک مجموعه. پاتریک گالو نقش پوزو و ویکتوریا کلهر هم نقش همسرش اریکا را بازی می کند.